# Guillaume Gatayes
Guillaume Gatayes (Guillaume-Pierre-Antoine Gatayes) (París, 20 de diciembre de 1767 - íb., 28 de septiembre de 1846) fue un músico y compositor francés.

## Biografía
Fue uno de los hijos de la relación ilegítima entre Luis Francisco, conde de la Marche (y desde 1776, príncipe de Conti); y Anna Veronese, actriz de la Comédie Italienne. Tuvo otro hermano, François-Louis de Vauréal (1761-1785), conocido como el caballero de Vauréal (en francés, el chevalier de Vauréal).Fue bautizado el día siguiente de su nacimiento en la iglesia de la abadía de Saint-Nicolas-des-Champs .
Desde su infancia fue destinado a la carrera eclesiástica. Tuvo también un gran gusto por la música que fue desdeñado por su familia, que le animaba a dedicarse por entero a su carrera eclesiástica. Durante esta época fue conocido como el abate de Vernicourt (en francés, el abbé de Vernicourt).
En 1788, huyó del seminario donde estudiaba, para dedicarse a la música. Buscó refugio en una buhardilla de la parisina rue de l’Éperon.
Dos años después, en 1790, publicaba su método para tocar la guitarra. La tradición cuenta que por entonces era vecino de Marat quien le protegía.
En 1793 comenzó estudios de arpa y en 1795 publicó un método para tocarla. También compuso la canción Toujours je te serai fidèle, que cantaba la célebre Madame Catalani en sus conciertos.
Durante el Imperio francés, fue uno de los músicos preferidos de Hortensia, reina consorte de Holanda, así como amigo del príncipe José Poniatowski.
Fue también compositor, para guitarra y otros instrumentos.
Murió en París el 18 de septiembre de 1845 en el número 18 de la rue Fossés Saint Victor. 

## Matrimonio e hijos
El 16 de julio de 1798 contrajo matrimonio en Burdeos con la inglesa Marie Margarita Desvillers (c. 1775-1854). Fruto de esta unión, tuvieron cuatro hijos:
- Marie Elisa Laure (1799)
- Joseph Léon (1804-1877), arpista, compositor y crítico musical, columnista deportivo francés.
- Edouard (-1831)
- Felix (1812-1875), escritor, músico y compositor.

### Individuales
1. 1 2  «Guillaume Gatayes». Base Roglo (en francés).